# Jens Bergensten
Jens Peder Bergensten (Örebro, 18 de maio de 1979), também conhecido como Jeb ou jeb_, é um programador de jogos eletrônicos sueco. Desde dezembro de 2010, ele tem trabalhado como desenvolvedor da Mojang, principalmente no jogo Minecraft.
Hoje ele é o desenvolvedor chefe desde 2014, quando Markus Persson vendeu a Mojang para a Microsoft.

## Biografia
Bergensten começou a programar seus primeiros jogos com 11 anos de idade usando BASIC and Turbo Pascal. Com 21 anos ele foi um mapeador e modelador do jogo de primeira-pessoa Quake III Arena. Depois ele trabalhou como programador de C++ para a desenvolvedora Korkeken Interactive Studio, e depois com a Oblivion Entertaiment.[carece de fontes?] Durante o tempo ele desenvolveu o jogo online Whispers in Akarra, que foi cancelado por desinteresse. Após a insolvência da Oblivion, Bergesten mudou para Malmö e aprendeu ciência da computação em 2008. Durante sua estada, ele fundou uma companhia de desenvolvimento de games indie, Oxeye Game Studio, com Daniel Brynolf e Pontus Hammarber. A companhia tornou-se famosa pela plataforma de game Cobalt e pelo tempo real de estratégia do jogo Harvest: Massive Encounter.